# Terravision
Terravision és un programari de mapatge 3D desenvolupat l'any 1993 per l'empresa alemanya ART+COM a Berlín com una "representació virtual en xarxa de la Terra basada en imatges de satèl·lit, preses aèries, dades d'altitud i dades arquitectòniques". El desenvolupament del projecte va comptar amb el suport de Deutsche Post (ara Deutsche Telekom).
El 2014 ART+COM va presentar una demanda contra Google, al·legant que el seu producte de 2001, Google Earth, infringia els drets de patent de 1995 de TerraVision, que el 2017 es va sentenciar a favor de Google.

## Descripció

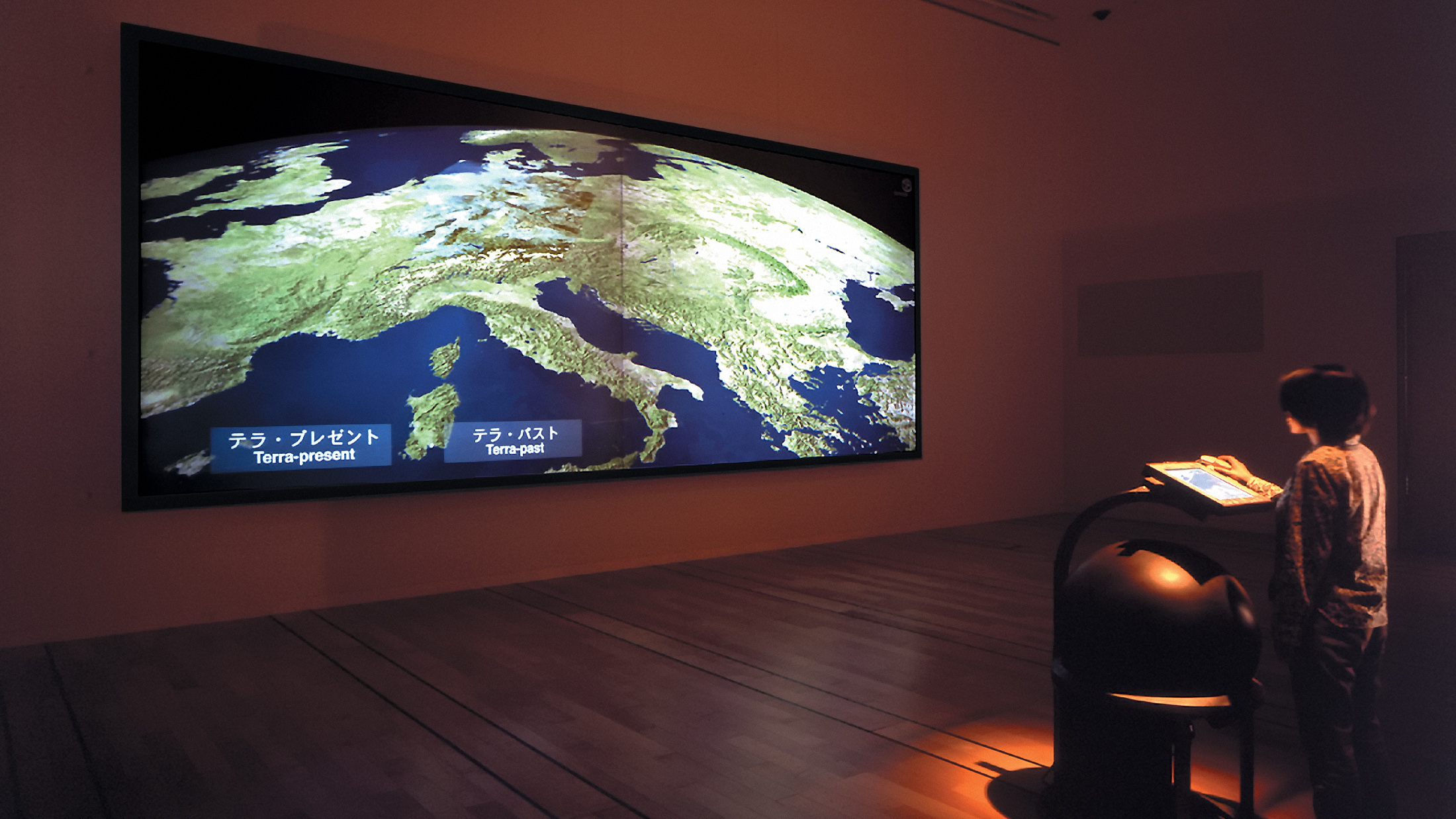
Instal·lació de TerraVision al Centre Intercommunication de Tòquio al 1998

Terravision és una representació virtual en xarxa de la Terra basada en imatges de satèl·lit, preses aèries, dades d'altitud i dades arquitectòniques. Terravision va ser el primer sistema que va proporcionar una navegació i visualització perfecta en un entorn de dades espacials molt gran.

## Història
Terravision es va desenvolupar a partir del 1993, originalment com un projecte artístic d'ART+COM a Berlín, un col·lectiu d'artistes i furoners, alguns del Chaos Computer Club.
Aleshores Deutsche Post (ara Deutsche Telekom) es va acostar a ART+COM buscant aplicacions de gamma alta per a la seva xarxa VBN d'alta velocitat. El projecte va ser realitzat per Joachim Sauter, Pavel Mayer, Axel Schmidt, Gerd Grueneis, Dirk Luesebrink, Hendrik Tramberend i Steffen Meschkat utilitzant ordinadors Onyx, desenvolupats per Silicon Graphics, Inc. El 1994, ART+COM va presentar una patent anomenada "Mètode i dispositiu per a la representació pictòrica de dades relacionades amb l'espai".

### Demanda contra Google
El 2001, Google Earth va ser llançat i el 2006, ART+COM va enviar un correu electrònic a Google sobre Terravision; Michael Jones, director de tecnologia de Google va visitar per parlar de la llicència i Michelle Lee, l'advocada de Google va mostrar interès per la patent, però ART+COM no va acceptar l'oferta, va reeditar la seva patent el 2010 i va demanar a Google que obtingués una llicència sota la seva patent. Quan això no va passar, ART+COM va presentar una demanda per infracció de patents contra Google el febrer de 2014, demanant 100 milions de dòlars.
El maig de 2016, el jurat del tribut de districte de Delaware va trobar que un sistema de visualització geogràfica de l'Stanford Research Institute (SRI) conegut com a "SRI TerraVision" s'utilitzava abans que Terravision. L'octubre de 2017, el Tribunal d'Apel·lacions del Circuit Federal va confirmar aquesta decisió i va invalidar la patent d'ART+COM.

## En la cultura popular
Terravision apareix de manera destacada a la minisèrie alemanya de 2021 The Billion Dollar Code, que serveix com a relat de ficció d'una demanda per una infracció de patents del 2014 presentada contra Google pels creadors de l'empresa. La sèrie, que es va mostrar a Netflix, està precedida per un episodi d'entrevistes amb els desenvolupadors d'ART+COM de Terravision i el seu representant legal.